# 圣阿德利娅
圣阿德利娅是巴西圣保罗州的一个市镇。总面积331.015平方公里，总人口13861人，人口密度41.9人/平方公里。